# Savoy Tel Awiw
Savoy Tel Awiw – trzygwiazdkowy hotel (***) w Tel Awiwie, w Izraelu.

## Położenie
Hotel jest usytuowany na rogu ulic Ha-Jarkon i Ge’ula w osiedlu Kerem ha-Temanim w Tel Awiwie.

## Historia
W nocy z 5 na 6 marca 1975 palestyńscy terroryści z Al-Fatah przeprowadzili atak na hotel Savoy Tel Awiw. W wyniku tego ataku terrorystycznego zginęło 18 osób, w tym 7 zamachowców, 8 zakładników i 3 izraelskich żołnierzy.
Po ataku hotel został odremontowany.

## Pokoje i apartamenty
Hotel dysponuje 55 pokojami hotelowymi i apartamentami. Każdy pokój wyposażony jest w klimatyzację, balkon, otwierane okna z roletami światłoszczelnymi, biurko, sejf, automatyczną sekretarkę, minibarek, czajnik do kawy/herbaty, łazienkę do użytku prywatnego, dostęp do bezprzewodowego Internetu, telefon konferencyjny, telewizję satelitarną. Dostępne są łóżeczka dziecięce i łóżka-dostawki. Wszystkie pokoje posiadają klucze elektroniczne/magnetyczne. W hotelu wolno palić.
Hotel świadczy dodatkowe usługi w zakresie: bezpłatnych śniadań, ochrony, personelu wielojęzycznego, opieki nad dziećmi, pomocy medycznej, organizowaniu imprez okolicznościowych i wesel, pomocy medycznej, pomocy w organizowaniu wycieczek, pralni, sejfu w recepcji, usług spa (sauna, masaże, zabiegi, siłownia, fitness) i transportu z lotniska. Dla ułatwienia komunikacji w budynku jest winda. Hotel jest dostępny dla osób niepełnosprawnych poruszających się na wózkach inwalidzkich.

## Inne udogodnienia
Znajduje się tutaj sala konferencyjna z zapleczem do obsługi zorganizowanych grup. W hotelu jest kantor, restauracja oraz pralnia chemiczna.